# Championnat du Malawi de football 2018
Navigation
Saison précédente Saison suivante
La saison 2018 du Championnat du Malawi de football est la trente-troisième édition de la Super League, le championnat de première division malawite. Elle se déroule sous la forme d’une poule unique avec seize formations, qui s’affrontent à deux reprises. En fin de saison, les trois derniers du classement sont relégués et remplacés par les trois meilleurs clubs de deuxième division malawite.
C'est le club de Nyasa Big Bullets FC qui remporte le championnat cette saison, après avoir terminé en tête du classement final, avec huit points d'avance sur le Be Forward Wanderers, le tenant du titre. C'est le treizième titre de champion du Malawi de l'histoire du club.

## Les clubs participants
- Nyasa Big Bullets FC
- Moyale Barracks FC
- Blue Eagles FC
- Master Security Rangers
- Silver Strikers
- Red Lions Zomba
- MAFCO FC
- ADMARC Tigers
- Be Forward Wanderers
- Kamuzu Barracks FC
- Civil Services United
- Nchalo United - Promu de D2
- Karonga United - Promu de D2
- TN Stars Sunday - Promu de D2
- Mzuzu University FC
- Dwangwa United

## Compétition

### Classement
| Rang | Équipe                   | Pts  | J  | G  | N  | P  | Bp | Bc | Diff |
| ---- | ------------------------ | ---- | -- | -- | -- | -- | -- | -- | ---- |
| 1    | Nyasa Big Bullets FC     | 71   | 30 | 21 | 8  | 1  | 55 | 13 | +42  |
| 2    | Be Forward Wanderers'T'C | 63   | 30 | 18 | 9  | 3  | 48 | 18 | +30  |
| 3    | Silver Strikers          | 57   | 30 | 15 | 12 | 3  | 40 | 18 | +22  |
| 4    | Master Security Rangers  | 42   | 30 | 11 | 9  | 10 | 30 | 32 | -2   |
| 5    | Civil Service United     | 42   | 30 | 11 | 9  | 10 | 35 | 38 | -3   |
| 6    | Kamuzu Barracks FC       | 38   | 30 | 9  | 11 | 10 | 26 | 33 | -7   |
| 7    | Karonga United P         | 37   | 30 | 9  | 10 | 11 | 34 | 36 | -2   |
| 8    | Mzuzu University FC      | 36   | 30 | 9  | 9  | 12 | 25 | 25 | 0    |
| 9    | TN Stars SundayP         | 36   | 30 | 9  | 9  | 12 | 37 | 45 | -8   |
| 10   | Azam Tigers              | 35   | 30 | 9  | 8  | 13 | 38 | 40 | -2   |
| 11   | Blue Eagles FC           | 35   | 30 | 9  | 8  | 13 | 31 | 33 | -2   |
| 12   | Dwangwa United           | 35   | 30 | 9  | 8  | 13 | 35 | 44 | -9   |
| 13   | Moyale Barracks FC       | 35   | 30 | 8  | 11 | 11 | 32 | 41 | -9   |
| 14   | Red Lions Zomba          | 33   | 30 | 7  | 12 | 11 | 28 | 37 | -9   |
| 15   | MAFCO FC                 | 29   | 30 | 6  | 11 | 13 | 28 | 38 | -10  |
| 16   | Nchalo UnitedP           | 17-3 | 30 | 4  | 8  | 18 | 18 | 49 | -31  |

|  | Qualification pour la Ligue des champions de la CAF 2018-2019                            |
|  | Qualification pour la Coupe de la confédération 2018-2019                                |
|  | Relégation directe en deuxième division                                                  |
|  | T : Tenant du titre C : Vainqueur de la Coupe du Malawi P : Club promu de Premier League |

- Nchalo United, 3 points de pénalité pour tentative de corruption en Carlsberg Cup 2017.
- La finale de la coupe du Malawi 2018 se déroulant après le démarrage de la compétition continentale, Silver Strikers est qualifié pour la Coupe de la confédération 2018-2019 en remplacement de Kamuzu Barracks, vainqueur de la Coupe nationale en 2017 non intéressé à la participation[1].

## Bilan de la saison
| Championnat du Malawi de football 2018                             |                                  |
| Champion                                                           | Nyasa Big Bullets FC (13e titre) |
| Coupes et trophées                                                 |                                  |
| Vainqueur de la Coupe du Malawi 2018                               | Be Forward Wanderers             |
| Qualifications continentales                                       |                                  |
| Ligue des champions de la CAF 2018-2019                            | Nyasa Big Bullets FC             |
| Coupe de la confédération 2018-2019                                | Silver Strikers                  |
| Promotions et relégations                                          |                                  |
| Promus en Super League                                             | Mlatho Mponela                   |
| Promus en Super League                                             | Chitipa United                   |
| Promus en Super League                                             | Ntopwa FC                        |
| Relégués en Championnat du Malawi de football de deuxième division | Nchalo United                    |
| Relégués en Championnat du Malawi de football de deuxième division | MAFCO FC                         |
| Relégués en Championnat du Malawi de football de deuxième division | Red Lions Zomba                  |